# Paracalanus
Genre
Paracalanus est un genre de copépodes planctoniques marins.

## Systématique
Le genre Paracalanus a été créé en 1865 par le biologiste norvégien Jonas Axel Boeck (d), (1833-1873). La revue scientifique où est parue la publication originale est certes mentionnée comme « année 1864 » mais elle n'a été éditée qu'en 1865 ce qui explique que c'est parfois la date de 1864 qui est mentionnée de manière erronée.

## Liste d'espèces
Selon World Register of Marine Species (29 octobre 2021) :
- Paracalanus brasiliensis Vieira-Menezes. Dias, Cornils, Silva & Bonecker, 2021
- Paracalanus campaneri Björnberg T.K.S., 1982
- Paracalanus denudatus Sewell, 1929
- Paracalanus gracilis Chen & Zhang, 1965
- Paracalanus indicus Wolfenden, 1905
- Paracalanus intermedius Shen & Bai, 1956
- Paracalanus mariae Brady, 1918
- Paracalanus nanus Sars G.O., 1925
- Paracalanus pygmaeus (Claus, 1863)
- Paracalanus quasimodo Bowman, 1971
- Paracalanus serrulus Shen & Lee, 1963
- Paracalanus tropicus Andronov, 1977

## Publication originale
- (da) A. Boeck, « Oversigt over de ved Norges Kyster jagttagne Copepoder henhorende til Calanidernes, Cyclopidernes og Harpactidernes Familier », Forhandlinger i Videnskabs-selskabet i Christiania, Oslo, Inconnu, vol. 1864,‎ 1865, p. 226-282 (ISSN 0332-6683, OCLC 1760496, lire en ligne).